# Peter Staatsmann
Peter Staatsmann (* 1960 in Schaffhausen) ist ein deutscher Theaterregisseur, Autor, Dramaturg und Theaterintendant.

## Leben
Nach dem Studium der Literatur- und Religionswissenschaft (über viele Jahre studierte er bei dem Berliner Religionswissenschaftler Klaus Heinrich) und einer Promotion in Germanistik war Staatsmann Mitarbeiter und Regieassistent von B. K. Tragelehn, Frank Castorf und Wolfgang Engel. Seit 1990 ist er Regisseur u. a. an der Volksbühne am Rosa-Luxemburg-Platz in Berlin, am Landestheater Tübingen, am Deutschen Nationaltheater Weimar und am Deutschen Theater Berlin. Zwischen 1994 und 1996 war er Schauspieldirektor am Theater Nordhausen.
Außerdem war Staatsmann Wissenschaftlicher Mitarbeiter an der FU Berlin, an der Bayerischen Theaterakademie, an der Universität der Künste Berlin und an der Universität Leipzig. Zudem arbeitet er als Übersetzer und veröffentlichte als Autor mehrere Theaterbücher.
Seit September 2013 ist er Intendant und Geschäftsführer des Zimmertheaters Rottweil.

## Arbeitsweise
In den letzten Jahren schreibt und entwickelt Staatsmann seine Stücke selbst zu brisanten Themen wie rechtspopulistische Strömungen „Wenn der Kahn nach links kippt, setze ich mich nach rechts“, über Europa, die Wahrnehmung von Gefühlen – für Erwachsene wie für Kinder. Seine nicht-theaterhafte Arbeitsweise stellt die Schauspieler in den Mittelpunkt, mixt Musiktheater und Schauspiel in Crossover-Produktionen, bringt Profis und Laien unterschiedlicher Nationalitäten zusammen und immer arbeitet er innere psychische Vorgänge plastisch heraus.
Zwei Jahre nach der Premiere machte die AfD 2019 das Theaterstück „Wenn der Kahn nach links kippt, setze ich mich nach rechts“ zum Thema einer parlamentarischen Anfrage und einer kulturpolitischen Debatte im Landtag von Baden-Württemberg. Der Vorwurf an das Theater, das sich als eines der ersten vor der Bundestagswahl 2017 mit Rechtspopulismus beschäftigt hatte, war „Bruch der Neutralitätspflicht“.

## Zitate
„Wir dürfen konstatieren: so wie das Schreckensszenario Melanie Kleins und ihrer Schule die dramatische Fortsetzung der Schule Sigmunds Freuds, ist das Schreckensszenario Heiner Müllers die analytische Tiefensonde des zeitgenössischen Theaters. Diese spiegelbildliche Entsprechung, kraft derer die psychotischen Blöcke der Müllerschen Texte und die uns wohlbekannten untoten Widergänger, die seine Bühne bevölkern, in schmerzhafter Schärfe sichtbar und damit darstellbar werden, macht Peter Staatsmanns Theater des Unbewussten zu einem Schlüsselwerk des modernen Theaters.“

## Inszenierungen (Auswahl)
- 2025 – Who the Fuck is Kafka von Lizzie Doron
- 2024 – Die Bremer Stadtmusikanten nach den Brüdern Grimm
- 2024 – Alte Sorten von Ewald Arenz
- 2024 – Was ihr wollt von William Shakespeare, Sommertheater im Bockshof
- 2024 – Baby, du hast den Fallschirm vergessen (UA) von P. Staatsmann
- 2023 – Pinocchio nach Carlo Collodi
- 2023 – Barbie or not to be (UA) von P. Staatsmann
- 2023 – Die Affaire Rue de Lourcine von Eugène Labiche, Sommertheater im Bockshof
- 2023 – Soul oder Die seltsamsten Menschen der Welt (UA) von P. Staatsmann, eingeladen zu den
- 2022 – Kiss me Kate von Cole Porter, Sommertheater im Bockshof und Monbijou Theater Berlin
- 2022 – Und plötzlich war ich noch ein anderer (UA) von P. Staatsmann und M. Kopetzky
- 2021 – Cyrano de Bergerac von Edmond Rostand
- 2021 – Ronja Räubertochter von Astrid Lindgren
- 2021 – Prinz Friedrich von Homburg von Heinrich von Kleist
- 2021 – Atmen von Duncan Macmillan
- 2021 – Der Menschenfeind von Jean Baptiste Molière
- 2020 – Fünf Frauen im Netz (UA) von P. Staatsmann
- 2020 – Malala von Malala Yousafzai
- 2020 – Das kunstseidene Mädchen von Irmgard Keun
- 2020 – Die bessere Hälfte...der Familie (UA) von P. Staatsmann
- 2019 – Emil und die Detektive von Erich Kästner
- 2019 – Nathan der Weise von Gotthold Ephraim Lessing, eingeladen zu den
- 2019 – Backfire For Max – Schuss nach hinten (UA) von P. Staatsmann, Sommertheater im Bockshof
- 2019 – Raub der Europa (UA) von P. Staatsmann, eingeladen zu den 24. Baden-Württembergischen Theatertagen in Baden-Baden
- 2018 – My Melody is stolen – Heidi trifft Odysseus im Zug von Frankfurt nach Scesaplana (UA) von P. Staatsmann
- 2018 – Germania Schlaf Traum Schrei von Heiner Müller
- 2018 – Cabaret von Kander, Ebb, Masteroff, Sommertheater im Bockshof
- 2018 – Macbeth von William Shakespeare
- 2017 – Robin Hood nach Howard Pyle
- 2017 – Wenn der Kahn nach links kippt, setze ich mich nach rechts (UA) von P. Staatsmann, eingeladen zum Festival der Privattheater Baden-Württemberg nach Tübingen
- 2017 – My Fair Lady von Loewe, Lerner, Sommertheater im Bockshof
- 2017 – Der Hofmeister von J. M. R. Lenz, eingeladen zu den 23. Baden-Württembergischen Theatertagen in Ulm
- 2016 – Peter Pan von J. M. Barrie
- 2016 – Der Kaufmann von Venedig von William Shakespeare, Sommertheater im Bockshof
- 2016 – Always crashing in the same car (UA) von P. Staatsmann
- 2015 – Die Zauberflöte 2.0. Ein Märchen mit Musik von Mozart bis zu den Beatles (UA) von P. Staatsmann
- 2015 – Woyzeck von G. Büchner
- 2015 – Der Glöckner von Notre Dame nach V. Hugo
- 2015 – Glückliche Tage von S. Beckett
- 2015 – Wer hat Angst vor Virginia Woolf? von E. Albee
- 2014 – Alice im Wunderland von L. Caroll
- 2014 – Kabale und Liebe von F. Schiller, eingeladen zu den 22. Baden-Württembergischen Theatertagen in Heidelberg
- 2014 – Der Sturm von W. Shakespeare, Sommertheater im Bockshof
- 2014 – Die Hochzeit des Figaro von W. A. Mozart, Nationaltheater Mannheim/MH Trossingen
- 2014 – Schwäne des Kapitalismus (UA) von Matthias Naumann
- 2014 – Traum eines lächerlichen Menschen von F. Dostojewski
- 2013 – Die wundersame Reise des Edward Tulane (UA) von C. DiCamillo
- 2013 – Faust 1 von J. W. von Goethe, Eröffnung der Intendanz des Zimmertheater Rottweils
- 2012 – Der Menschenfeind J. B. Molière, Deutsches Nationaltheater Weimar
- 2010 – Passion 13, Musik: Iris ter Schiphorst, Libretto und Dramaturgie für ein Melodram (UA), Gewandhaus Leipzig
- 2007 – Tartuffe von J. B. Molière, Landestheater Mecklenburg-Neustrelitz
- 2007 – Und über uns schließt sich ein Himmel aus Stahl von Thomas Brasch (UA), Deutsches Theater Berlin
- 2006 – Becketts Welt, Dramaturgie und Projektleitung, Staatsschauspiel Dresden
- 2006 – Erlaube Fremdling, dass ich dich berühre  von Iris ter Schiphorst (UA), Kesselhaus Berlin
- 2005 – Iwanow von A. Tschechow, Dramaturgie (Regie: Dimiter Gotscheff), Volksbühne am Rosa-Luxemburg-Platz Berlin, eingeladen zum Berliner Theatertreffen[9]
- 2002 – Orpheus Kristall von Manfred Stahnke (UA), Projektleitung und Dramaturgie, Musikbiennale München
- 1999 – Der Tausch von Paul Claudel, Podewil Berlin Festival reich&berühmt
- 1998 – The Lady Vanishes – Eine Dame verschwindet nach Motiven von A.Hitchcock und Dokumentartexten von Mördern ihrer Geliebten, Schloss Bröllin Festival Zivilisation-Antizivilisation 2
- 1997 – Deutschland..., von Volker Lüdecke nach Ingo Hasselbach Die Abrechnung (UA), Landestheater Mecklenburg-Neustrelitz
- 1996 – Doppelprojekt: Das Badener Lehrstück vom Einverständnis von B.Brecht und Die rasende Lokomotive von St. I. Witkiewicz, Landestheater Tübingen
- 1995 – Wezel von Einar Schleef (UA), Theater Nordhausen
- 1995 – Fegefeuer in Ingolstadt von Marieluise Fleißer, Theater Gera
- 1994 – Gravitys Rainbow nach Thomas Pynchon, Schloss Bröllin Festival Zivilisation-Antizivilisation 1
- 1993 – Der Mutterschoss ist keine Einbahnstrasse von St. I. Witkiewicz/Heiner Müller/W. Majakowski, Volksbühne am Rosa-Luxemburg-Platz Berlin

## Werke (Auswahl)
- mit B.K. Tragelehn, R. Mangel und S. Schnabel als Hrsg.: DEUTSCH in einem anderen Land – die DDR 1949 bis 1990 in Gedichten. Ed. Hentrich, Berlin 1990, ISBN 3-926175-87-7.
- Peter Staatsmann: Keiner weiß mehr... Theater in der Nachmoderne. Einige Überlegungen zu den Bedingungen der darstellenden Künste heute, in: Sprache im technischen Zeitalter 37, Nr. 149, Köln 1999.
- Peter Staatsmann: Inszenierung des Realen. J.M.R. Lenz und die Bühne, in: text + kritik 146, München 2000, ISBN 978-3-88377-627-9.
- Eve Ensler: Die Vagina-Monologe. Aus dem Amerikanischen von Peter Staatsmann und Bettina Schültke. Ed. Nautilus, Hamburg 2000, ISBN 3-89401-345-1.
- mit Bettina Schültke (Hrsg.): Das Schweigen des Theaters – Der Regisseur Dimiter Gotscheff. Vorwerk 8, Berlin 2008, ISBN 978-3-940384-10-2.
- Peter Staatsmann: Geschichtsdrama und Selbstanalyse. Heiner Müllers psychodramatisches Theater am Beispiel der Inszenierung “Germania. Stücke”, in: Theatrographie. Heiner Müllers Theater der Schrift, hg. von G. Heeg und T. Girshausen, Berlin 2009, ISBN 978-3-930916-89-4.
- Peter Staatsmann: Theater des Unbewussten. Der selbstanalytische Prozess im Schreiben Heiner Müllers. nexus 101, Stroemfeld, Frankfurt am Main 2015, ISBN 978-3-86109-201-8.
- Peter Staatsmann: Versuch das Theater vom Phantasma der Identität zu befreien. Einige Bemerkungen zu "Fatzer" von Brecht und Müller - aus psychoanalytischer und theaterpraktischer Perspektive., in: Brecht und Klasse und Traum, hg. Falk Strehlow, Berlin 2022, ISBN 978-3-9573-2556-3.
- Peter Staatsmann: Faszination Selbstzerstörung. Heiner Müllers Theater des Unbewussten unterwegs zu einem Theater des Anthropozän, in: Heiner Müller Jahrbuch 2024, hg. von N. Ecke, J. Ludwig, F. Vaßen im Auftrag der Internationalen Heiner Müller Gesellschaft, Bielefeld 2024, ISBN 978-3-8498-1981-1.